# Premi de Poesia Josefina Oliveras
El Premi de Poesia Josefina Oliveras és un premi de poesia inèdita en català, que porta el nom de Josefina Oliveras i Ferrer. El convoca l'Ajuntament del Pont de Vilomara i Rocafort des de 1997, amb la col·laboració de la família Guañabens Oliveras. Té per objectiu homenatjar Josefina Oliveras, que va ser una de les primeres dones farmacèutiques del país, a més de la responsable de la revitalització del poble de Rocafort durant la dècada dels 1980. Des de l'any 2017, any en què es va estrenar el nou Casal de Rocafort, el lliurament de premis té lloc en aquest equipament. L'any 2023 va tenir lloc la XXV edició del premi.